# Sarroca de Lleida
Sarroca de Lleida là một đô thị trong tỉnh Lérida, cộng đồng tự trị Cataluña Tây Ban Nha. Đô thị Sarroca de Lleida có diện tích là 41,24 ki-lô-mét vuông, dân số năm 2009 là 423 người với mật độ 10,5 người/km². Đô thị Sarroca de Lleida có cự ly km so với tỉnh lỵ Lérida.